# Cyanopsis costalis
Cyanopsis costalis là một loài ruồi trong họ Tachinidae.